# サイモン・モリソン
サイモン・モリソン（Simon Morrison）は、主にロシアとソビエト連邦の音楽を得意とする音楽史家。舞踊、映画、そして広範な資料研究に取材した歴史的演奏に特別な関心を抱く。

## キャリア
トロント大学で音楽学士（1987年）、マギル大学で音楽学修士（1993年）、そしてプリンストン大学で博士号を取得して同大学で音楽科の教授を務めている。殊勲にはアメリカ音楽学会のアルフレート・アインシュタイン賞（1999年）、米国学術団体評議会のフェローシップ（2001年）、ファイ・ベータ・カッパ協会の教員賞（2006年）、グッゲンハイムのフェローシップ（2011年）などがある。セルゲイ・プロコフィエフ研究の第一人者であり、モスクワのロシア国立文学芸術アーカイヴに収められたプロコフィエフの書類の閲覧を初めて許されている。

### 文筆家として
著書『Bolshoi Confidential: Secrets of the Russian Ballet from the Tsars to Today』は2016年に出版され、カナダ、イギリス、フランスでの翻訳や別版が刊行されている。この作品は主要報道機関で広く取り上げられた他、ロンドンのプーシキン・ハウスが主催する書籍の大賞にノミネートされた。モリソンが著したプロコフィエフの最初の妻、リーナの伝記は2013年に出版されている。この『Lina and Serge: The Love and Wars of Lina Prokofiev』はBBC系列の放送局で取り上げられ、書評が『ガーディアン』紙、『ボストン・グローブ』紙、『ザ・ニューヨーカー』誌、『デイリー・ビースト』、『アメリカン・スペクテイター』の各メディアに掲載された。
著書には他にも『The People's Artist: Prokofiev's Soviet Years』（2009年）、『Russian Opera and the Symbolist Movement』（2002年）がある。2008年にはバード音楽祭の在職学者としてエッセイ集『Sergey Prokofiev and His World』を編集した。その他の出版物にはラヴェルのバレエ『ダフニスとクロエ』、リムスキー＝コルサコフ、スクリャービン、ショスタコーヴィチの『ボルト』などに関する論評があり、『ニューヨーク・タイムズ』紙、『ニューヨーク・レビュー・オブ・ブックス』誌、『ロンドン・レビュー・オブ・ブックス』誌などへの数多くの評論、小論の寄稿を行っている。

### 演出家として
モリソンは上演芸術、とりわけバレエに活発にかかわっており、自らの保存価値のある発見を新演出へと盛り込むなどしている。2005年にはプリンストン大学で行われたプロコフィエフのバレエ『鋼鉄の歩み』の新演出を監督し、2007年にはアレクサンドル・プーシキンの史劇『ボリス・ゴドゥノフ』をプロコフィエフの付随音楽、フセヴォロド・メイエルホリドの演出案により共同世界初演した。2008年にはマーク・モリソン舞踏団のために、プロコフィエフの『ロメオとジュリエット』の原典版（1935年）総譜とシナリオを蘇らせた。この事業ではプロコフィエフの注釈から第4幕（ハッピーエンドとなっている）の管弦楽編曲を行い、第1幕から第3幕までの順序を組み替えるとともに内容の調整を行っている。この版での初演は2008年7月4日に行われ、9月からは世界ツアーを開始した。またプロコフィエフの『Music for athletes/Fizkul’turnaya muzyka』（1939年）の総譜を公にしており、彼自身はこれを「ソビエトの若者の優れた肉体的能力をスターリン主義（全体主義）的に表現する、という恐ろしい政治的目的のために作曲された活気ある冷笑的音楽」と表現している。2010年の春にはドビュッシー最後の傑作であるバレエ『おもちゃ箱』を、1918年にモスクワ室内歌劇場で初演された版によって上演しており、この版にはそれまで知られていなかった「ジャズ序曲」が用いられていた。またジョン・オールデン・カーペンターが象徴的コミック・ストリップである『クレイジー・カット』を基に書き上げた『Krazy Kat』（1921年）の初期稿も新たに上演された。2012年には、シギズムンド・クルジジャノフスキイによる台本に付されたプロコフィエフの付随音楽『エフゲニー・オネーギン』の世界初演を監督している。演奏会用バージョンがプリンストン交響楽団によって演奏され、劇の方はプリンストン大学の教員と学生によって上演された。両公演はモリソンがプリンストン大学で共同主催した『After the End of Music History』（音楽史の終焉後に）と題した会議の中の催しであり、音楽学者のリチャード・タラスキンのキャリアを祝って行われたものだった。
モリソンはペンギン・カフェ・オーケストラと共同で、コール・ポーターの音楽付きバレエ『Within the Quota』（1923年）の再演にも取り組んだ。この企画はナショナル・パブリック・ラジオ、BBCワールドニュース・アメリカ、AP通信のニュー・ストーリーで特集された。

## 主要著書
- "The Bolshoi's Spinning Dance of Power," New York Times Op-Ed, November 26, 2013.
- Lina and Serge: The Love and Wars of Lina Prokofiev. New York: Houghton Mifflin Harcourt, 2013.
- The People's Artist: Prokofiev's Soviet Years. New York: Oxford University Press, 2009.
- [Editor]. Sergey Prokofiev and His World. Princeton: Princeton University Press, 2008.
- [With Nelly Kravetz]. "The Cantata for the Twentieth Anniversary of October, or How the Specter of Communism Haunted Prokofiev." Journal of Musicology 23, no. 2 (2006): 227-62.
- "Russia’s Lament." In Word, Music, History: A Festschrift for Caryl Emerson, 657-81. Ed. Lazar Fleishman, Gabriella Safran, Michael Wachtel. Stanford Slavic Studies 29-30 (2005).
- "Shostakovich as Industrial Saboteur: Observations on The Bolt." In Shostakovich and His World, 117-61. Ed. Laurel Fay. Princeton: Princeton University Press, 2004.
- Russian Opera and the Symbolist Movement. Berkeley and Los Angeles: The University of California Press, 2002.
- "Skryabin and the Impossible." Journal of the American Musicological Society 51, no. 2 (1998): 283-330; reprint, Journal of the Scriabin Society of America 7, no. 1 (2002–03): 29-66.